# Guillaume Gouix
Guillaume Gouix (Aix-en-Provence, 30 novembre 1983) è un attore francese.

## Biografia
Nato nel 1983 a Aix-en-Provence, Gouix si è formato presso il Conservatorio di Marsiglia, prima di frequentare la scuola regionale per attori di Cannes. Muove i primi passi in teatro, lavorando in varie opere teatrali.
Debutta al cinema in Deuxième quinzaine de juillet di Christophe Reichert e successivamente si fa notare in varie produzioni televisive. Ha recitato in film come Gamblers - Giochi malvagi, Giorni di guerra, Trivial - Scomparsa a Deauville e L'immortale.
Dopo aver ottenuto una candidatura al premio César, come miglior promessa maschile, per la sua interpretazione in Jimmy Rivière, ottiene una parte in Midnight in Paris di Woody Allen.
Nel 2012 è protagonista di Hors les murs, presentato al Festival di Cannes 2012 all'interno della Settimana internazionale della critica.

## Filmografia parziale

### Attore

#### Cinema
- Deuxième quinzaine de juillet, regia di Christophe Reichert (2000)
- Les Lionceaux, regia di Claire Doyon (2003)
- Gamblers - Giochi malvagi (Les Mauvais joueurs), regia di Frédéric Balekdjian (2005)
- Chacun sa nuit, regia di Pascal Arnold e Jean-Marc Barr (2006)
- Trivial - Scomparsa a Deauville (La Disparue de Deauville), regia di Sophie Marceau (2007)
- Darling, regia di Christine Carrière (2007)
- Giorni di guerra (L'Ennemi intime), regia di Florent Emilio Siri (2007)
- Les hauts murs, regia di Christian Faure (2008)
- L'insurgée, regia di Laurent Perreau (2009)
- L'immortale (L'Immortel), regia di Richard Berry (2010)
- Belle épine, regia di Rebecca Zlotowski (2010)
- Copacabana, regia di Marc Fitoussi (2010)
- Poupoupidou, regia di Gérald Hustache-Mathieu (2011)
- Jimmy Rivière, regia di Teddy Luissi-Modeste (2011)
- Et soudain, tout le monde me manque, regia di Jennifer Devoldère (2011)
- Midnight in Paris, regia di Woody Allen (2011)
- Hors les murs, regia di David Lambert (2012)
- Mobile Home regia di François Pirot (2012)
- Alyah regia di Elie Wajeman (2012)
- Attila Marcel regia di Sylvain Chomet (2013)
- French Connection (La French), regia di Cédric Jimenez (2014)
- 11 donne a Parigi (Sous les jupes des filles), regia di Audrey Dana (2014)
- Les Rois du monde regia di Laurent Laffargue (2015)
- Le Talent de mes amis regia di Alex Lutz (2015)
- La Vie en grand regia di Mathieu Vadepied (2015)
- Enragés regia di Éric Hannezo (2015)
- Les Anarchistes, regia di Élie Wajeman (2015)
- Rapinatori (Braqueurs), regia di Julien Leclercq (2016)
- A casa nostra (Chez nous), regia di Lucas Belvaux (2017)
- Gaspard va au mariage, regia di Antony Cordier (2017)
- I confini del mondo (Les confins du monde), regia di Guillaume Nicloux (2018)
- Les drapeaux de papier, regia di Nathan Ambrosioni (2018)
- Il mio profilo migliore (Celle que vous croyez), regia di Safy Nebbou (2019)
- Regine del campo (Une belle équipe), regia di Mohamed Hamidi (2019)
- Les choses qu'on dit, les choses qu'on fait, regia di Emmanuel Mouret (2020)
- Rosalie, regia di Stéphanie Di Giusto (2023)

#### Televisione
- Les Revenants – serie TV, 14 episodi (2012-2015)
- War of the Worlds – serie TV, episodi 1x04-1x05-1x07 (2019)
- Gone for Good - Svaniti nel nulla (Disparu à jamais) – miniserie TV, 5 puntate (2021)

### Regista e sceneggiatore
- Alexis Ivanovitch, vous êtes mon héros - cortometraggio (2011)
- Mademoiselle - cortometraggio (2014)

## Doppiatori italiani
- Gabriele Sabatini in Les Revenants, A casa nostra
- Marco Vivio in French Connection
- Stefano Crescentini in 11 donne a Parigi
- Federico Talocci in Il mio profilo migliore
- Alessio Puccio in Regine del campo
- Paolo Vivio in Svaniti nel nulla
- Walter Rivetti in Rosalie

## Riconoscimenti
- Premi César 2012: candidatura alla miglior promessa maschile per Jimmy Rivière